# La Valle Agordina
La Valle Agordina (La Val in ladino) è un comune italiano di 1 057 abitanti della provincia di Belluno in Veneto che fa parte dell'Unione montana Agordina: posto nella valle formata dai torrenti Missiaga e Bordina, escluse le frazioni La Muda e Le Campe, che si trovano nella valle del Cordevole, i suoi confini sono segnati dal torrente Cordevole a ovest e a sud, dal monte Talvena a est (la zona del Talvena e della Val Clusa fa anche parte del Parco nazionale delle Dolomiti Bellunesi), dalla Catena di San Sebastiano a nord-est, dai Colli di Lantrago e dalla Moiazza a nord, dalla frazione di Crostolin a ovest.

## Geografia fisica

### Orografia

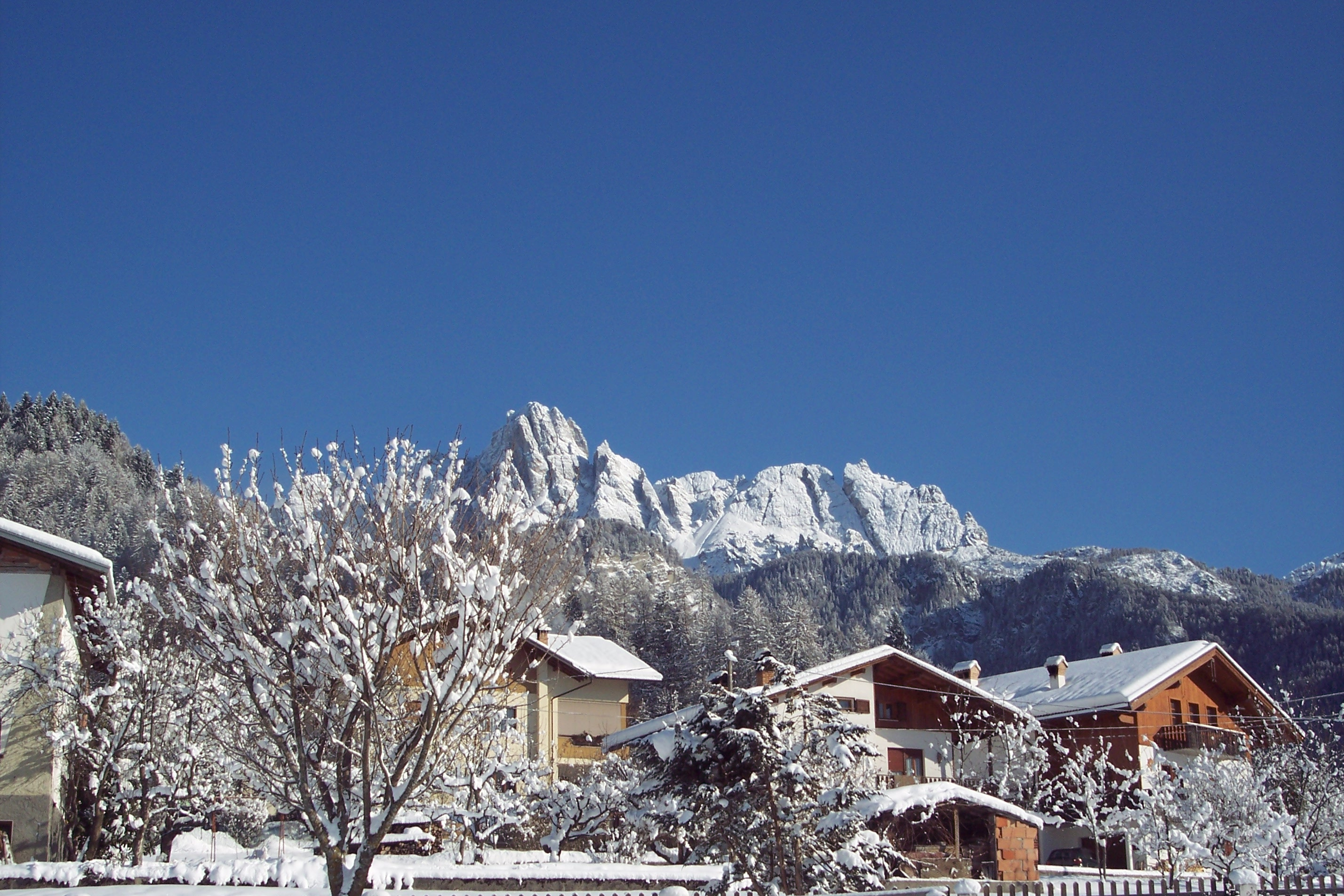
Veduta invernale del Castello del Moschesin dalla frazione di Fades.

La Valle è circondata da montagne: a sud si innalza il monte Zelo (o Celo, 2083 m), ai piedi del quale scorre il torrente Bordina; verso est si trova il monte Talvena (2542 m), oltre la Val Clusa, oltre al quale si trova il comune di Longarone; a nord-est troviamo la Catena di San Sebastiano, oltre alla quale troviamo il comune di Val di Zoldo, le cui punte maggiori sono il Tamer (2550 m), il Castello di Moschesin (2499 m), Cima Nord di San Sebastiano (2488 m). A nord, oltre il passo Duran, troviamo la Moiazza, che si trova nel comune di La Valle limitatamente al ramo del Sass del Duram.

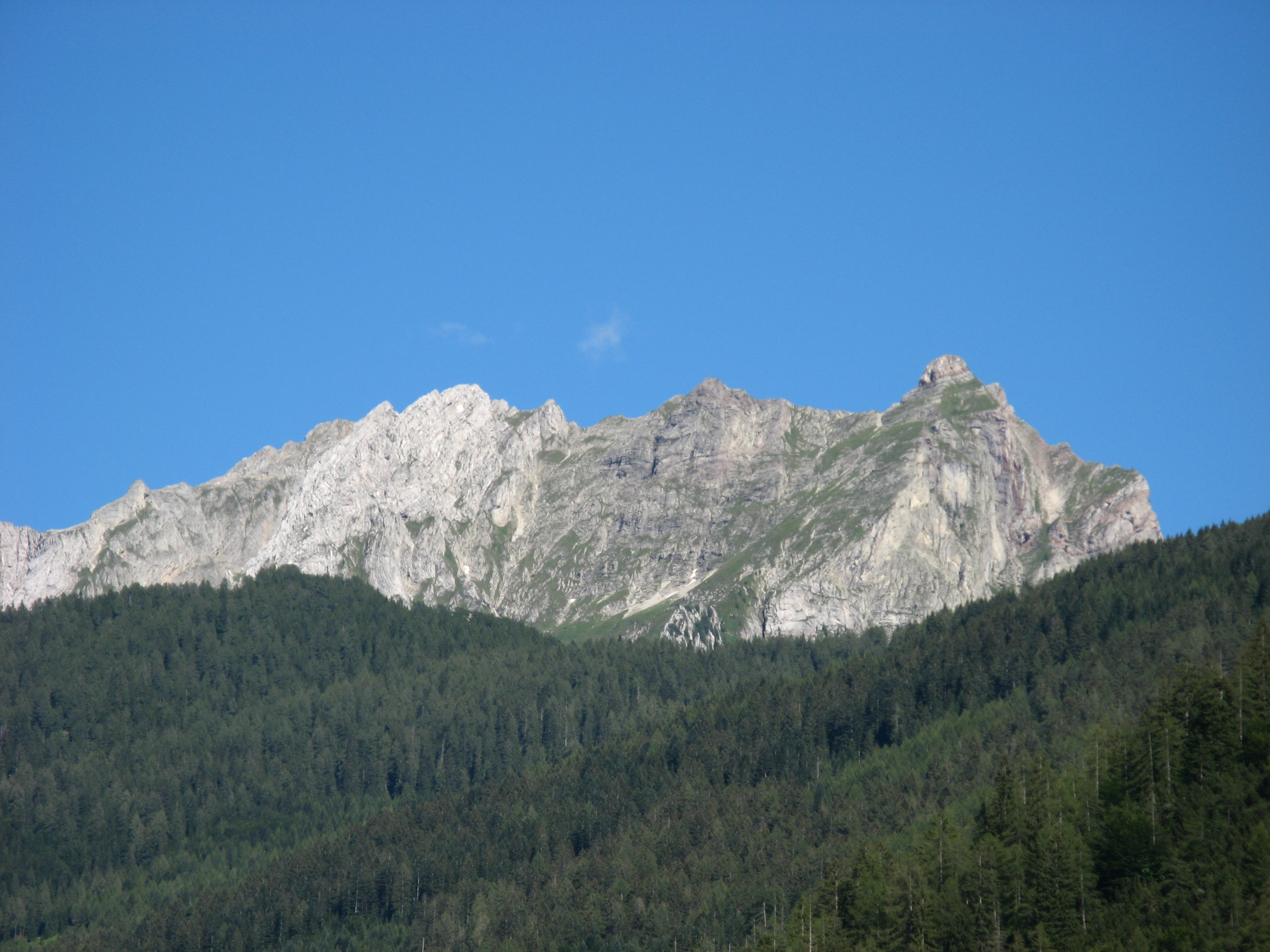
Veduta del monte Talvena, dietro la cresta del Valaràz.

Altri rilievi minori sono poi da notare: i colli di Lantrago e Cugnago, a nord-ovest del paese, e sopra di essi il Col Menadar (1730 m); i colli di Matten, che risalgono fino al Col Pan d'Ors (1729 m), appena sotto il castello del Moschesin; la cresta di Valaràz, le cui cime maggiori sono Scalabràas (1865 m), Pale del Fien (1846 m) e Valaràz (1883 m), che parte dal castello del Moschesin e passa sopra la Val Clusa fino sopra forcella Folega e forcella Póngol.
Per il resto il comune è composto di valli, per lo più non molto profonde (si veda anche la sezione idrografia), e lande pianeggianti o lievemente inclinate, come quella su cui giace il paese.

### Monti visibili dal paese

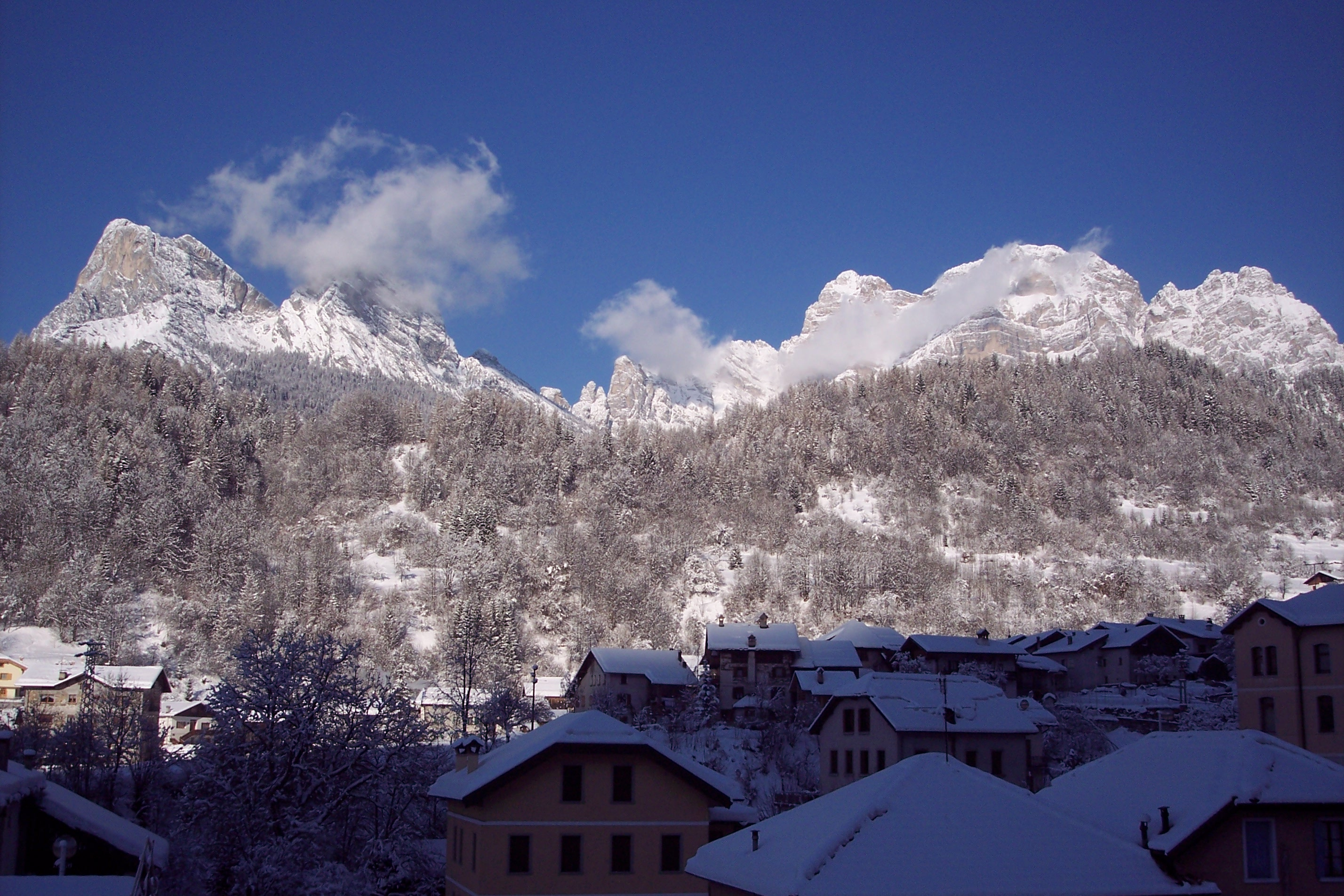
Il Framont (a sinistra) e la Moiazza (a destra) visti dalla piazza di La Valle.

Dal paese di la Valle è possibile vedere i seguenti monti che si trovano fuori dal comune: oltre la valle del Missiaga, in quella del torrente Rova, a nord, la Moiazza, del gruppo del Civetta, le cui cime principali sono la cima Sud (2878 m) e quella Nord (2865 m); a nord-nord-ovest si vede il monte Framont (2294 m), che si trova nel comune di Agordo; a ovest-nord-ovest vediamo, nel comune di Taibon, le Pale di San Lucano, con la loro cima nel Monte San Lucano (2409 m); verso ovest si vede la catena dell'Agner, comune di Voltago e Taibon, la cui cima più alta è il Monte Agner (2872 m); a sud-est si intravedono, da lontano, i Monti del Sole-Feruch con, a sud-sud-est, il Piz di Mezzodì (2240 m). A sud il monte Celo, e verso est il Monte Talvena e la magnifica catena del San Sebastiano con in sequenza il monte Castello, il Tamer e il San Sebastiano, sono invece parte del comprensorio del comune.

### Idrografia
Il comune è ricco di corsi d'acqua di medie e piccole dimensioni; i più importanti sono il torrente Missiaga, il Bordina, una parte del  Rova e il torrente Val Clusa. 
- Il torrente Missiaga nasce sul Castello di Moschesin e attraversa il cuore del paese, costeggia più in basso il Col di Foglia per poi gettarsi nel Cordevole.
- Il torrente Bordina nasce vicino allo Spiz di Moschesin; la sua valle si fonde a quella del Missiaga dopo la frazione di Conaggia; il torrente scorre ai piedi del monte Zelo e oltre a esso ci sono solamente le frazioni di Cancellade e Noàch. Si getta nel Cordevole poco più a sud del Missiaga.
- Il torrente Rova nasce vicino alla Cima Nord di San Sebastiano. Solo il suo corso iniziale si trova nel comune di La Valle: il resto si trova nel comune di Agordo, dove si getta nel Cordevole.
- Il torrente Val Clusa nasce in fondo all'omonima valle, situata tra il monte Talvéna e la cresta del Valaràz. Il torrente non attraversa quindi la conca ove è situato il paese. Si getta nel Cordevole poco più a est della frazione La Muda.

## Storia
Nel XII secolo nella frazione di Conaggia si trovava un castello detto Castel Canaola (forse in riferimento a un certo Ronzone o Rozone Canavula) appartenente alla famiglia dei Della Valle. Del castello non rimane nulla, tuttavia scavi di epoca recente hanno portato alla luce diversi reperti.
Nell'aprile 1701 una disastrosa alluvione nota come la Boa colpì il paese: ci furono circa cinquanta morti, oltre alla distruzione dell'antica chiesa che si trovava al posto dell'odierno cimitero. Dopo la Boa, la chiesa fu ricostruita (vedi sezione Luoghi di culto).
Altre alluvioni si sono avute nel corso degli ultimi tre secoli, tra le quali: quella derivata da una frana (ancor oggi visibile) sotto il Col Pan d'Ors; quella dell'autunno 1966, che seguì a giorni di intensa pioggia e danneggiò anche Agordo e molti altri paesi dell'Agordino.
La legge 482/1999 ha riconosciuto i comuni dell'Agordino come zona a minoranza linguistica ladina.

## Monumenti e luoghi d'interesse

### Architetture religiose

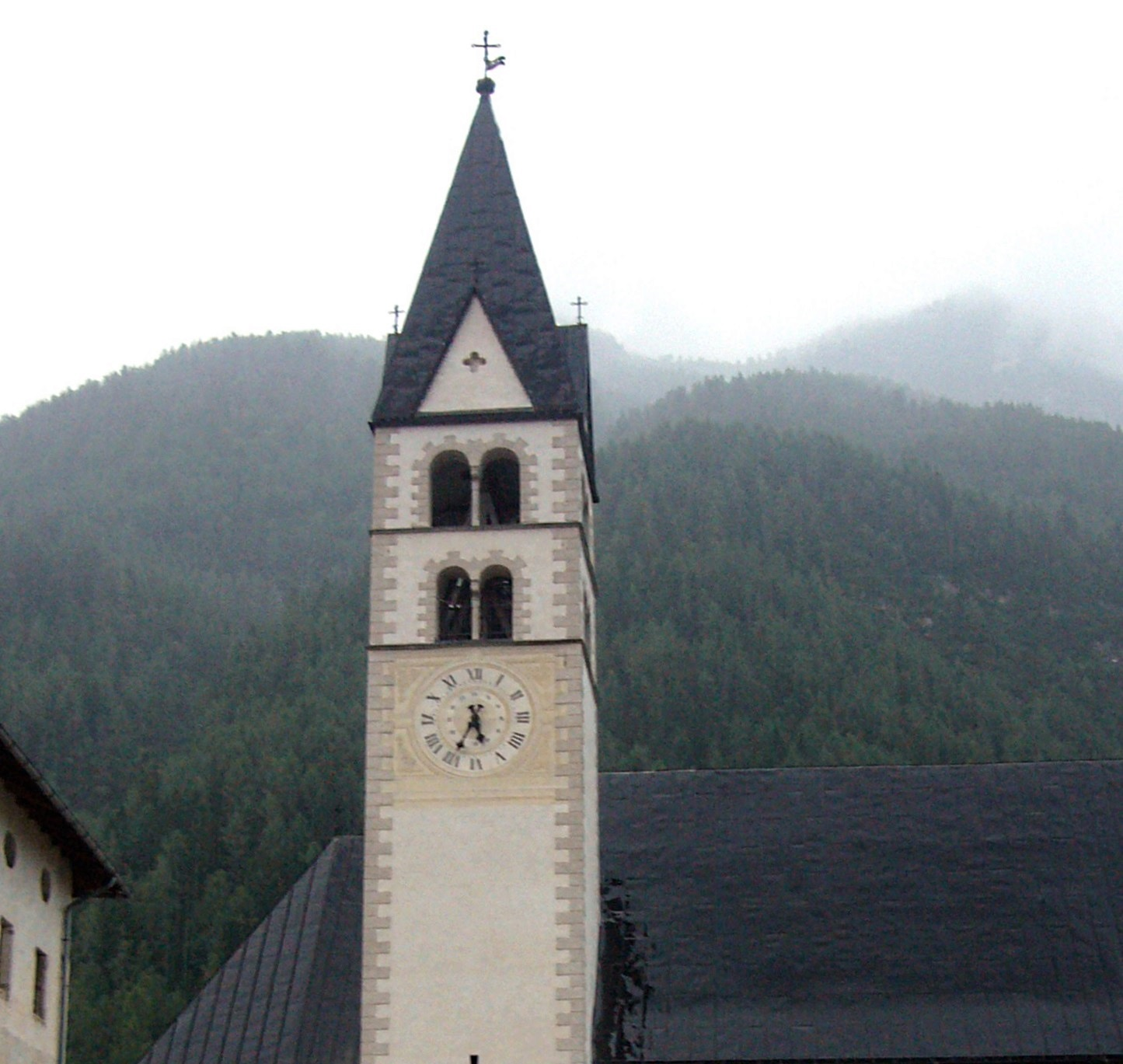
Il campanile della parrocchiale

- Chiesa parrocchiale di San Michele Arcangelo

Costruita all'inizio del Settecento, dopo un'alluvione nota come "La Boa" che distrusse l'altra chiesa. L'interno, recentemente restaurato, conta numerose decorazioni, tra cui diversi affreschi. Nella volta dell'abside si trovano gli affreschi dei quattro evangelisti con i loro simboli. Dietro di essi, sopra il tabernacolo, c'è l'immagine di Dio sul trono in campo azzurro, ai lati del quale ci sono due persone, presumibilmente San Pietro e San Michele, con sfondo rispettivamente Piazza San Pietro e la vallata di La Valle.
Alle pareti dell'abside vi sono altri quattro affreschi raffiguranti l'annunciazione del concepimento di Gesù, la Natività, la predicazione di Gesù alle folle e l'Ultima Cena. Fuori dell'abside vi sono due quadri ognuno a un lato della chiesa raffiguranti Antonio Maria Gianelli e la Vergine Maria. Vicino a questi, ci sono due affreschi, uno per parte, raffiguranti due angeli. Sopra la porta laterale destra vi è un affresco raffigurante Santa Barbara. Sopra la porta laterale sinistra si trova il pulpito in legno scuro. Sopra l'entrata principale c'è l'organo, molto grande. Lungo le pareti ci sono le raffigurazioni delle quattordici stazioni della Via Crucis. A lato della Chiesa, attaccato a essa, sulla piazza, c'è un campanile. Le campane, in tutto cinque, sono messe su due piani, ognuno dei quali ha due archi per lato. Le campane più grandi sono poste sotto, all'interno; le due un po' più piccole sono poste sopra e all'interno; la più piccola è invece sull'arco di sopra sulla faccia che dà sul davanti della chiesa, a lato della piazza.
- Chiesa di San Martino a La Muda

Piccolo edificio di culto con campanile a vela.
- Chiesa alpina al passo Duràn

### Edilizia rurale

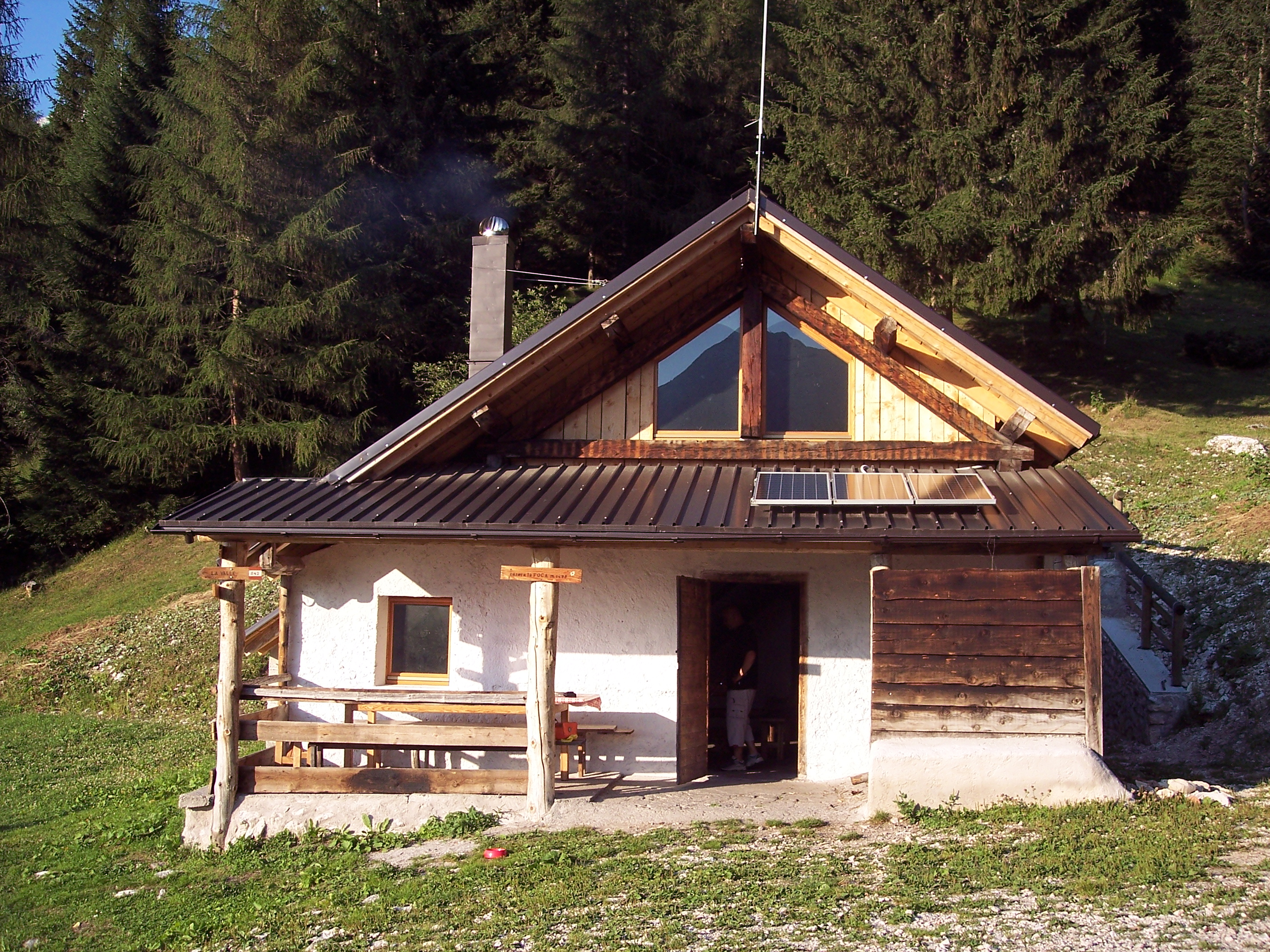
La casera di Malga Foca.

Nel comune di La Valle ci sono molte malghe e baite. Le più importanti sono: malga Foca, nella valle del Bordina, baita Folega, nell'omonima forcella a nord del monte Zelo, casera Moschesin, tra la valle del Bordina e del Missiaga, casera Rova, nella valle del Missiaga, rifugio Carestiato e malga Duran nella valle del Rova, malga Caleda e rifugio del C.A.I. al passo Duran.

### Rifugi e malghe
- Rifugio Passo Duran "C. Tomè"

## Società

### Evoluzione demografica
Abitanti censiti

## Cultura

### Eventi
A La Valle vi sono durante l'anno diverse manifestazioni. La sagra di paese viene festeggiata il 5 agosto, in onore della Madona de la Neif (Madonna della Neve). 
Il 25 aprile si festeggia l'Om Salvarech (uomo selvatico) uno spirito benigno dei boschi, presente in numerose leggende alpine e molto famoso nel bellunese, in particolare nel comune dirimpettaio: Rivamonte Agordino. A La Val questa antica storia si è sviluppata in una particolare variante che la rende unica rispetto alle altre tradizioni agordine e per nostra fortuna essa non è riuscita a perdersi nel tempo, rimanendo salda alle proprie origini. Se nel paese di Rivamonte, l’Om Salvarech è un uomo ricoperto di muschi e licheni, abitante nel bosco e che ha insegnato all’uomo a colare il latte per mezzo del licopodio, un particolare muschio, a La Valle Agordina questa figura è uno spirito, vestito con abiti logori e rattoppati, il quale porta sempre con sé un antico feràl, ossia un lume, simbolo della luce, e un bachet, vale a dire un bastone in legno, che rappresenta la saggezza degli anziani. Questo personaggio silvano è molto schivo e non vuole essere visto dall’uomo, tranne nel giorno della sua festa quando viene impersonificato in un grande pupazzo.
La seconda domenica di agosto si svolge, sul passo Duràn, la festa degli alpini, mentre il 16 agosto si celebra la festa di San Rocco (San Ròch) a forcella Folega.
Il santo patrono di La Valle è San Michele Arcangelo, festeggiato il 29 settembre.

## Amministrazione

### Altre variazioni amministrative
Il comune ha assunto la specificazione "Agordina" con D.P.R. 13 agosto 1964, n. 730.